# 1947-es magyar asztalitenisz-bajnokság
Az 1947-es magyar asztalitenisz-bajnokság a harmincadik magyar bajnokság volt. A bajnokságot április 5. és 7. között rendezték meg Budapesten, a Nemzeti Sportcsarnokban.

## Eredmények
| Versenyszám  | Arany                                                            | Arany | Ezüst                                                             | Ezüst | Bronz | Bronz |
| ------------ | ---------------------------------------------------------------- | ----- | ----------------------------------------------------------------- | ----- | --- | ----- |
| Férfi egyéni | Sidó Ferenc Duna SC                                              |       | Soós Ferenc Mezőkémia SE                                          |       | Žarko Dolinar Mladost Zagreb Vilim Harangozo Spartak Subotica                                                              |       |
| Női egyéni   | Farkas Gizella egyesületen kívüli                                |       | Gertrude Pritzi Austria Wien                                      |       | Kárpáti Rózsi egyesületen kívüliAnderlik Éva Postás SE                                                                     |       |
| Férfi páros  | Sidó Ferenc, Soós Ferenc Duna SC, Mezőkémia SE                   |       | Žarko Dolinar , Vilim Harangozo Mladost Zagreb , Spartak Subotica |       | dr. Erős Ferenc, Farkas József Elektromos MSE, Miskolci MTEKrausz István, Soltész Pál Miskolci MTE                         |       |
| Női páros    | Farkas Gizella, Gertrude Pritzi egyesületen kívüli, Austria Wien |       | Kárpáti Rózsi, Megyeri Károlyné egyesületen kívüli, Mezőkémia SE  |       | Anderlik Éva, Havasi Erzsébet Postás SE, Miskolci MTESimon Béláné, Palotainé Mezőkémia SE                                  |       |
| Vegyes páros | Soós Ferenc, Farkas Gizella Mezőkémia SE, egyesületen kívüli     |       | Sidó Ferenc, Kárpáti Rózsi Duna SC, egyesületen kívüli            |       | Otto Eckl , Gertrude Pritzi Post SV Wien , Austria Wien Vilim Harangozo , Megyeri Károlyné Spartak Subotica , Mezőkémia SE |       |